# Undine von Blottnitz
Undine-Uta Bloch von Blottnitz (ur. 20 sierpnia 1936 w Berlinie, zm. 3 marca 2001 w Dannenbergu) – niemiecka polityk, współzałożycielka niemieckich Zielonych, posłanka do Parlamentu Europejskiego II i IV kadencji.

## Życiorys
Po wyjeździe do Berlina Zachodniego studiowała architekturę. W 1977 zaangażowała się w działalność publiczną, biorąc aktywny udział w protestach przeciwko składowaniu odpadów jądrowych w Gorleben. W 1979 za organizację blokady została ukarana grzywną. Współtworzyła stowarzyszenie rolników Bäuerliche Notgemeinschaft Lüchow-Dannenberg. Stała się jedną z rozpoznawalnych postaci niemieckiego ruchu antynuklearnego. Należała również do założycieli partii Zielonych. W latach 1984–1989 i 1994–1999 sprawowała mandat eurodeputowanej, była m.in. wiceprzewodniczącą Komisji ds. Środowiska Naturalnego, Zdrowia Publicznego i Ochrony Konsumentów.
Odznaczona Krzyżem Zasługi na Wstędze Orderu Zasługi Republiki Federalnej Niemiec (1996).